# ホーザン (工具メーカー)
ホーザン株式会社は、大阪府大阪市浪速区に本社をおく、総合工具メーカーである。

## 会社概要
自転車工具の生産・販売で創業。現在は3000種類を超える幅広いアイテムを取り扱う工具メーカー。
自転車工具に加えて、汎用性の高いドライバーやレンチ、より精密な作業に特化したピンセットやはんだごて、実体顕微鏡等ラインナップは多岐にわたる。
プロの使用を前提として、研究・開発/生産/サービス・メンテナンスなど、幅広い業種で必要とされるアイテムを取り扱う工具メーカーである。
近年は電子部品の小型化が進むにつれ、生産現場において静電気対策の重要性が高まっている背景から、静電気対策の国内規格「RCJS-5-1」に則った静電気対策用の製品を多数発売。
導電性マットやリストストラップなどの静電気対策用の製品に加えて、維持・管理するための計測器等の開発・販売に力を入れている。
また、インターネット上でノウハウの公開に積極的で、静電気対策の情報をウェブサイト 静電気対策の森で公開。
他にも、第二種電気工事士試験の情報を公開するウェブサイト 電工試験の虎など、ジャンルごとに特化したウェブサイトを多数持つ。
世界最大の自転車用工具メーカーであるPark Toolの日本総代理店でもある。

## 沿革
- 1946年 初代社長奥野錠太郎が、大阪府大阪市東区に自転車工具メーカー 寶山工具商会 を開業。
- 1950年 オートバイ用工具に進出。のちの自動車整備機器へ発展。
- 1951年 民間ラジオ放送に伴い、エレクトロニクス用工具開発、製造に着手。
- 1955年 本社を現住所、大阪府大阪市浪速区に移転。株式会社宝山工具製作所に改組。
- 1968年 東京営業所開設。
- 1977年 世界初のセラミックヒーター採用高絶縁ハンダコテ ソルダーエース を発売。
- 1979年 超高精度ニッパ・プライヤを開発。
- 1982年 100Vハンダコテで業界初の自重16gの スリムペンソル を開発。
- 1985年 社名を現在のホーザン株式会社と改変。
- 1988年 熱風式フラットIC除去機を開発。
- 1994年 ICチップパーツ除去用 ホットピンセット を発売。
- 1996年 ユーザーニーズにお応えするための窓口、テクニカルホットラインを開設。
- 1998年 物流・受注システムを大阪本社で集中管理。営業効率を重視した営業拠点の駐在化を計る。
- 2004年 クリーン環境を実現する移動・展開できる組立式簡易 クリーンブース を発売。
- 2005年 ISO 14001の認証を取得[3]。
- 2005年 全国のユーザーの利便性向上のため自社による通販サービスを開始。

## 主な商品

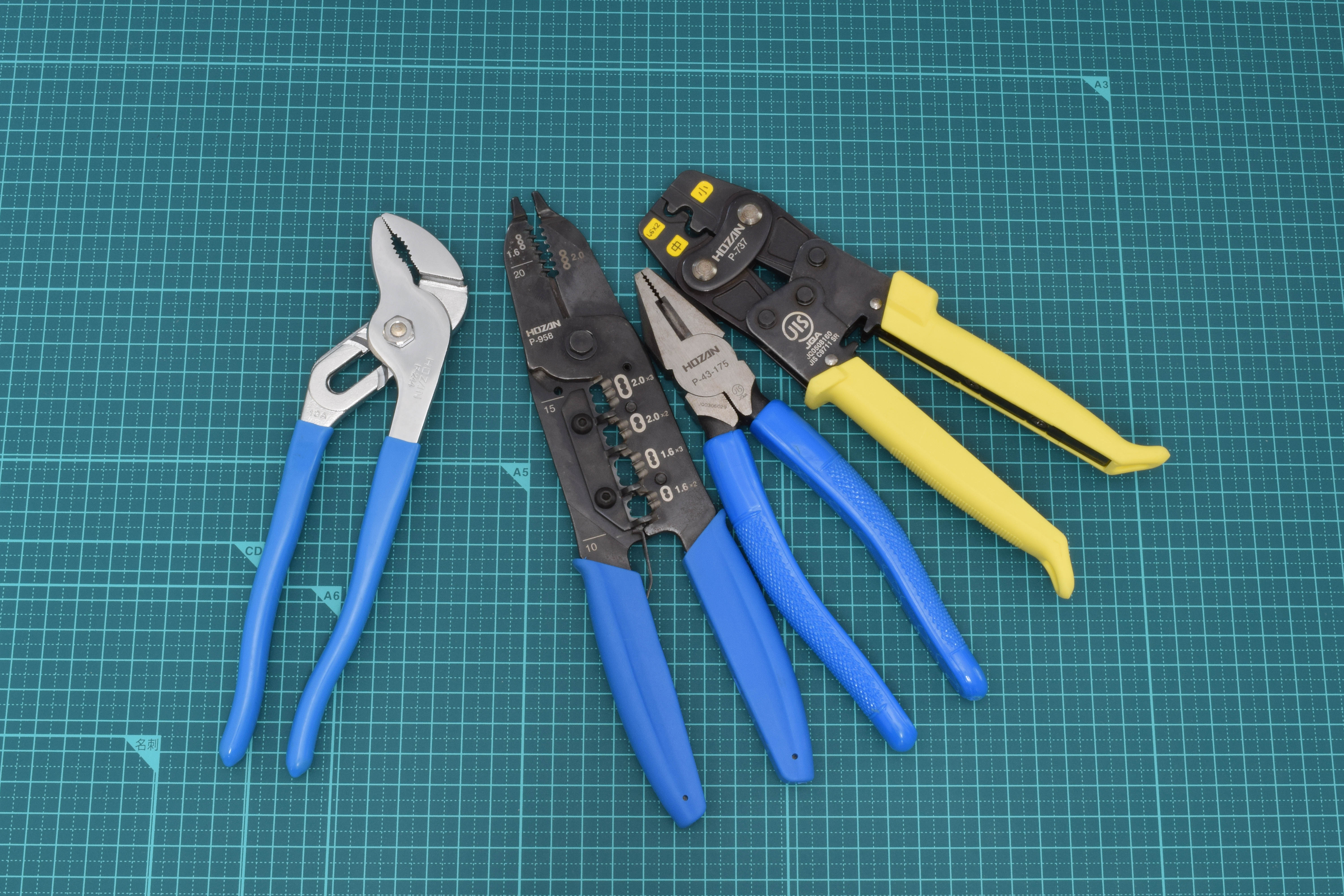
ホーザン製品群
左からウォーターポンププライヤー P-244、VVFストリッパー P-958、ペンチ P-43-175、圧着工具 P-737

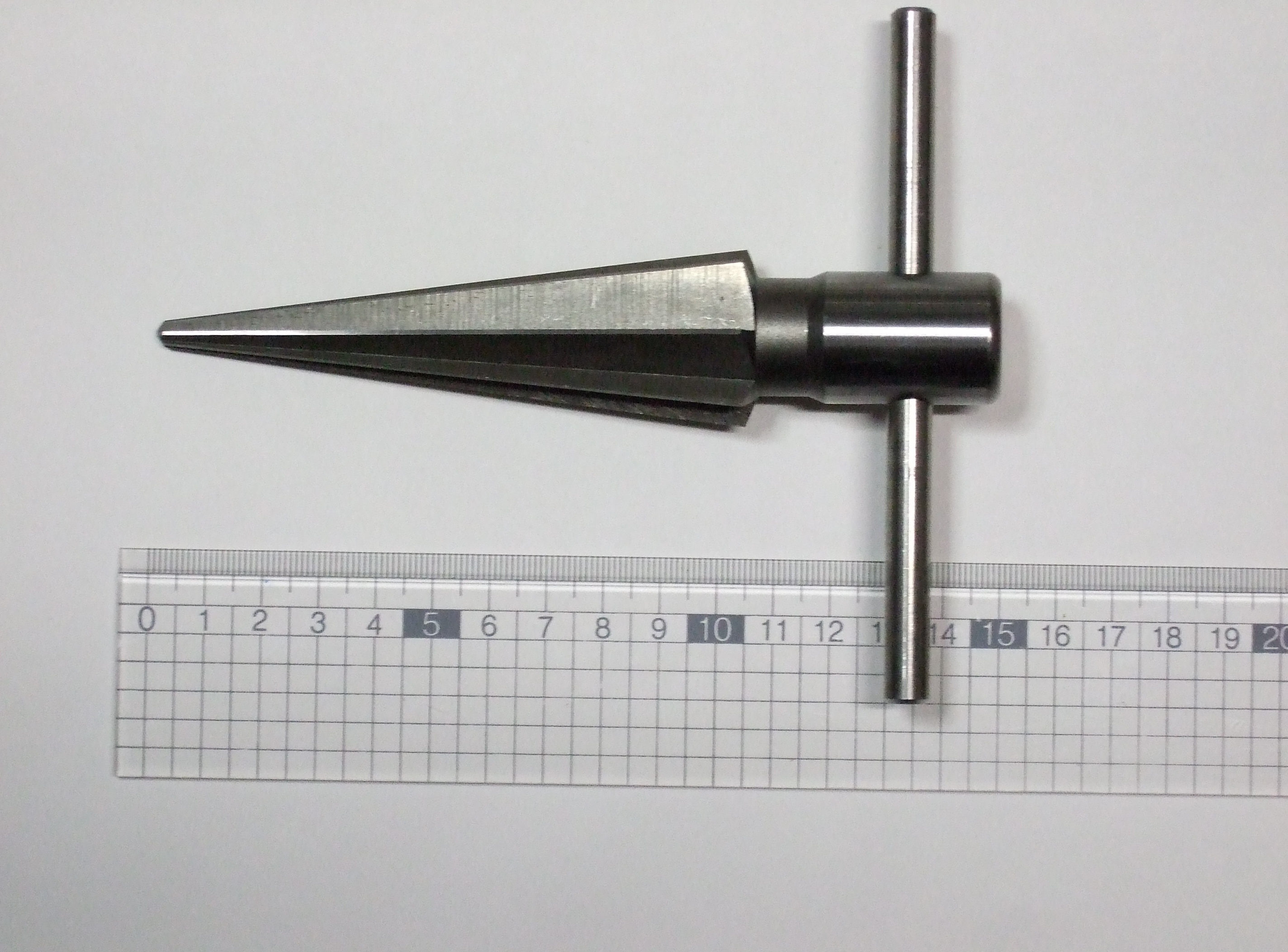
テーパリーマ K-444

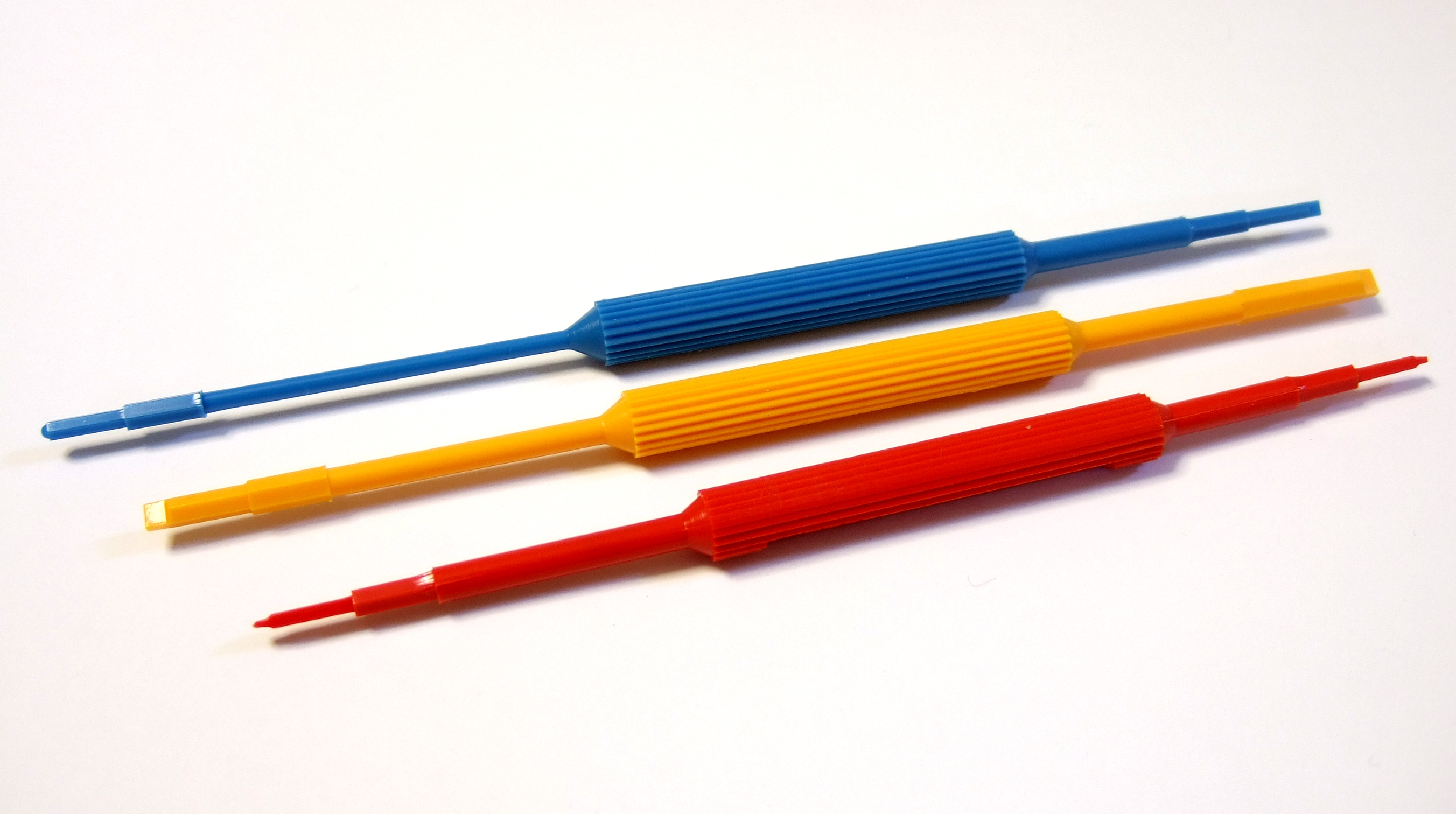
コアドライバーセット D-16
フェライトコアやボリュームの調整に用いる

- 汎用工具
  - ペンチ、ニッパ、ドライバー、レンチ
- ピンセット
- 電線用工具
  - ワイヤーストリッパー、圧着工具
- 工具セット
- 金属加工
  - 卓上電動工具
- 静電気・クリーン対策品
  - 導電性マット、クリーンブース
- 検視機器
  - カメラ、レンズ、顕微鏡
- ハンダ関連
  - はんだごて、はんだ除去器
- メンテナンス安全用品
  - 測定器、ケミカル類
- 電気工事士試験関連
  - 練習用部材
- 自転車工具